# Dème de Marónia-Sápes
Le dème de Marónia-Sápes (grec moderne : Δήμος Μαρωνείας-Σαπών) est un dème situé dans la périphérie de Macédoine-Orientale-et-Thrace en Grèce. Le dème actuel est issu de la fusion en 2011, dans le cadre du programme Kallikratis, entre les dèmes de Marónia et de Sápes.
Selon le recensement de 2021, la population du dème compte 11 867 habitants.